# Кишињев
Кишињев (рум. Chişinău, рус. Кишинёв) је главни град Републике Молдавије. Према попису из 2014. године Кишињев има 532.513 становника. Град се налази на Бику, притоци Дњестра. Подељен је у пет административних округа и простире се на 565 km².
Основан је 1436. као град-манастир. Све до 19. века Кишињев је био мало место. На основу Букурештанског мира између Русије и Отоманског Царства, Русија је 1812 окупирала западни део румунске историјске провинције Молдавија и Кишињев постаје центар нове руске губерније под именом Бесарабија. Град је био у оквиру Румуније између два светска рата. Након потписивања Пакта о ненападању између Нацистичке Немачке и Совјетског Савеза, долази до подела интересних сфера у источној Европи и Совјетског Савеза врши окупацију данашње Републике Молдавије.

## Географија
Смештен је у централном делу Молдавије дуж реке Бик која је притока Дњестра. Она извире у шуми Кодри, где у свом горњем току прави дубоки кањон. Поред града Кишињев на реци је направљена и брана са акумулационим језером површине 10 km². Током лета се често деси да река пресуши тако да се створи низ мањих језера.
Град се простире на 120 km² а цела општина Кишињев на 635 km² и одликује је веома плодно тло. Нови делови леже на терасама дуж реке Бик, делови старог града и даље су изложени поплавама. Земљиште је углавном црна земља погодна за пољопривреду. Од минералних ресурса распрострањен је кречњак и добро очувани фосили.
У оквиру Кишињева се налазе 23 језера.

#### Клима
У Кишињеву влада влажна суптропска клима која се одликује топлим сувим летима и ветровитим зимама.

### Минерално богатство
На територији Кишињева и у његовој околини налазе се бројна налазишта грађевинског материјала: креч, кречњак, груби грађевински камен, глина, песак, шљунак.

### Флора
Кишињев се сматра једним од најзеленијих градова у Европи. Дрвеће расте на готово свим улицама града, а лети је град утонуо у зеленило. У Кишињеву постоји много тргова и паркова, у којима расте више од 50 врста дрвећа, жбуња и лијана, обе типичне за Молдавију (топола, дивљи кестен, багрем, јавор, врба, липа, планински пепео, каталпа, бреза, смрча, итд.), и ретке врсте (кедар, глицинија, вирџинска клека).

### Фауна
У парковима града живи око 14 врста птица и 14 врста водоземаца. Од сисара у граду живе јеж, европска кртица, твор, куна и слепи миш. Поред тога, ту су и веверице и пољски мишеви. Познате посете граду лисица и зечева. Међу птицама је уобичајено више врста голубова, свраке, вране, шојке, брзаци, чворци, ласте, сисе, детлићи и врапци. У појединим деловима града на сеоби је виђен сив соко. Састав врста гмизаваца и водоземаца није богат. Постоје обична змија, окретни гуштер, зелена крастача, језерска жаба, обични тритон итд. Инсекти укључују бубе, сквамозне, полукруте, двокрилце и друге. Постоје штеточине дрвећа и грмља: лисне уши, инсекти, паукове гриње, свилене бубе. Понекад се бубамаре и амерички бели лептири појављују у великом броју.
| Клима Кишињева (1981–2010)      | Клима Кишињева (1981–2010) | Клима Кишињева (1981–2010) | Клима Кишињева (1981–2010) | Клима Кишињева (1981–2010) | Клима Кишињева (1981–2010) | Клима Кишињева (1981–2010) | Клима Кишињева (1981–2010) | Клима Кишињева (1981–2010) | Клима Кишињева (1981–2010) | Клима Кишињева (1981–2010) | Клима Кишињева (1981–2010) | Клима Кишињева (1981–2010) | Клима Кишињева (1981–2010) |
| Показатељ \ Месец               | .Јан.                      | .Феб.                      | .Мар.                      | .Апр.                      | .Мај.                      | .Јун.                      | .Јул.                      | .Авг.                      | .Сеп.                      | .Окт.                      | .Нов.                      | .Дец.                      | .Год.                      |
| ------------------------------- | -------------------------- | -------------------------- | -------------------------- | -------------------------- | -------------------------- | -------------------------- | -------------------------- | -------------------------- | -------------------------- | -------------------------- | -------------------------- | -------------------------- | -------------------------- |
| Апсолутни максимум, °C (°F)     | 16,0 (60,8)                | 20,7 (69,3)                | 25,7 (78,3)                | 31,6 (88,9)                | 35,9 (96,6)                | 37,5 (99,5)                | 39,4 (102,9)               | 39,2 (102,6)               | 37,3 (99,1)                | 32,6 (90,7)                | 23,6 (74,5)                | 18,3 (64,9)                | 39,4 (102,9)               |
| Максимум, °C (°F)               | 0,9 (33,6)                 | 2,6 (36,7)                 | 8,1 (46,6)                 | 15,6 (60,1)                | 21,9 (71,4)                | 25,2 (77,4)                | 27,5 (81,5)                | 27,2 (81)                  | 21,5 (70,7)                | 15,2 (59,4)                | 7,4 (45,3)                 | 2,2 (36)                   | 14,6 (58,3)                |
| Просек, °C (°F)                 | −1,9 (28,6)                | −0,8 (30,6)                | 3,7 (38,7)                 | 10,4 (50,7)                | 16,5 (61,7)                | 19,9 (67,8)                | 22,1 (71,8)                | 21,7 (71,1)                | 16,3 (61,3)                | 10,5 (50,9)                | 4,1 (39,4)                 | −0,6 (30,9)                | 10,2 (50,4)                |
| Минимум, °C (°F)                | −4,3 (24,3)                | −3,6 (25,5)                | 0,2 (32,4)                 | 6,0 (42,8)                 | 11,6 (52,9)                | 15,2 (59,4)                | 17,3 (63,1)                | 16,9 (62,4)                | 12,0 (53,6)                | 6,8 (44,2)                 | 1,5 (34,7)                 | −3,0 (26,6)                | 6,4 (43,5)                 |
| Апсолутни минимум, °C (°F)      | −28,4 (−19,1)              | −28,9 (−20)                | −21,1 (−6)                 | −6,6 (20,1)                | −1,1 (30)                  | 3,6 (38,5)                 | 7,8 (46)                   | 5,5 (41,9)                 | −2,4 (27,7)                | −10,8 (12,6)               | −21,6 (−6,9)               | −22,4 (−8,3)               | −28,9 (−20)                |
| Количина падавина, mm (in)      | 36 (1,42)                  | 31 (1,22)                  | 34 (1,34)                  | 40 (1,57)                  | 48 (1,89)                  | 66 (2,6)                   | 64 (2,52)                  | 56 (2,2)                   | 51 (2,01)                  | 37 (1,46)                  | 38 (1,5)                   | 41 (1,61)                  | 542 (21,34)                |
| Дани са кишом                   | 8                          | 7                          | 11                         | 13                         | 14                         | 14                         | 12                         | 10                         | 10                         | 11                         | 12                         | 10                         | 132                        |
| Дани са снегом                  | 13                         | 13                         | 8                          | 1                          | 0,03                       | 0                          | 0                          | 0                          | 0                          | 0,4                        | 5                          | 11                         | 51                         |
| Релативна влажност, %           | 82                         | 78                         | 71                         | 63                         | 60                         | 63                         | 62                         | 60                         | 66                         | 73                         | 81                         | 83                         | 70                         |
| Сунчани сати — месечни просек   | 75                         | 80                         | 125                        | 187                        | 254                        | 283                        | 299                        | 295                        | 226                        | 169                        | 75                         | 58                         | 2.126                      |
| Извор #1: Pogoda.ru.net         |                            |                            |                            |                            |                            |                            |                            |                            |                            |                            |                            |                            |                            |
| Извор #2: NOAA (sun, 1961–1990) |                            |                            |                            |                            |                            |                            |                            |                            |                            |                            |                            |                            |                            |

## Историја
Први писани трагови о Кишињеву датирају из 1466. године када је био под владавином молдавског кнеза Стефана III. Након његове смрти град пада под контролу Османског царства. Татари га руше у 18. веку. Постепено је град претрпео страшна разарања и у Руско-турском рату од 1787. до 1792. год. Кишињев је предат Русији заједно са остатком Бесарабије. Од тада је град познат по свом руском називу Кишињев. Након Првог светског рата ушао је у састав Румуније, али је поново са остатком Бесарабије враћен Совјетском Савезу 1940. године и постао је глави град новоосноване Молдавске Совјетске Републике. Током Другог светског рата био је окупиран од стране немачких снага и тешко оштећен. Након завршетка рата град је обновљен. Овај град је био поприште великих демонстрација пре него што је Молдавија добила независност.

## Срби у Кишињеву
Срби су одавно присутни у Кишињеву и његовој околини. Поред старих трговаца, ту је било много избеглица, српских политичара, богатих људи, свештенства и официра. Најпосле ту су се низ Дунав спуштајући сабирали разни авантуристи и путници.
Лазар Арсенијевић Бата - Лака српски политичар и самоуки историчар - писац, је избегао 1813. године из Србије, након пропасти Првог српског устанка. Стигао је у Кишињев, где се издржавао учећи децу тамошњим богатијим избеглим Србима. У кући устаничког вође Младена Миловановића је срео своју будућу жену.
Сима Милутиновић Сарајлија српски књижевник, нашао је 1819. године у Кишињеву, своје родитеље коју су тамо избегли, и вратио их назад. Остао је у Бесарабији до 1825. године
Велики руских песник Александар Пушкин био је у прогонству у Кишињеву, па у Одеси. Док се бавио у Кишињеву, долазио је у блиски контакт са тамошњим Србима. Преко градоначелника Низова и књижевника Липрандија, имао је сусрете у њиховим домовима. Код Липрандија сретао се често са српским војводама, настањеним у том граду, након пропасти Првог српског устанка. Били су његови саговорници између осталих, Вујић, Ненадовић, Живковић и други. Пушкин је бележио нашу народну књижевност и од саговорника тражио тумачење занимљивих српски речи. У Кишињев је долазио и виђао се са Пушкином, и професор Харковског универзитета Стојковић. Пушкин је имао Вуков српски речник, Стојковићев превод Библије и Историју књаза Милоша Обреновића. Нарочито је био импресиониран Карађорђем и његовом харизмом, да је написао песму „Карађорђева кћи”.
Боравио је у Кишињеву 1822. године српски пуковник Стеван Живковић, са својим присталицама, уз кога се везују побуне у Букурешту и Јашију. Те године се среће у граду, са Вуком Ст. Караџићем. Стефан Живковић бивши секретар Совјета српског, књижевник и избеглица који је постао руски војник умро је у Кишињеву. Објавио је 1814. године у Бечу, са француског преведено познато дело „Прикљученија Телемака сина Улисова”.
Помогао је објављивање једне теолошке књиге, преведене са руског на славено-бугарски језик, у Кишињеву „Високопреподобни Сербскиј архимандрит господин” Гаврил. Био је то калуђер Гаврил Петровић, из тамошњег манастира Бистрице. Бистрица је молдавски православни манастир поред града Пјатре, чији ктитор био кнез молдавски Александар Добри. Књигу су иначе превели учени Срби - Анастас Стојановић из Котлана (или Казана - по српском) и Антоније Јовановић. Архимандрит Гаврил је био пренумерант и једне историјске књиге, објављене такође на бугарском језику 1836. године.
Умро је 1831. године у Кишињеву, син Карађорђев, Алексије Карађорђевић. Животни пут му се завршио у 33-ој години живота. Био је гардијски поручник у руској војсци. Тамо му је подигнут споменик у виду високог обелиска, са малим крстом на врху. Када је наш посланик у Букурешту, Чолак-Антић посетио Кишињев, видео је велика оштећења на споменику. Ангажовао је Србина, Петровића наставника јахања у трећем румунском корпусу, да споменик оправи. Петровић је успешно обавио задатак и рефересао о томе у Београду, у Маршалату Двора.
По Јоакиму Вујићу, у Кишињеву и околини било је 1840. године „нјеких” Срба. У граду у главној улици при крају нове вароши код велике пијаце био је дом Србина, архимандрита Спиридона Филиповића от Сундечића. Он је углавном био старешина оближњег православног мушког манастира Гиржавка (или Хржавка?), а повремено ради посла ту свраћао. Архимандрит Спиридон је био носилац десетак највиших руских одликовања и ордења. Због својих заслуга оствареним у више дипломатских мисија уживао је нарочиту наклоност руског императора Александра Павловича. Дошао је по вољи царевој, и у тај манастир да њиме руководи 28. октобра 1818. године, и направио нову цркву посвећену Вазнесењу Христовом, од дрвета и камена у руском стилу. Био је родом из Шибеника, 16. јануара 1779. године, од оца Филипа и мајке Јоване Илић. Илићи су били Бокељи, из Рисна, пре досељења у Далмацију. Добио је по обичају на крштењу два имена - Петар и Спиридон. Његов живот би протекао да није било Француске револуције, због чега је прво из Венеције, а затим из родног града морао да се склони у Боку Которску, у манастир Савину. Упркос родитељском противљењу, он се закалуђерио 1797. године и постао јеромонах савински. Када је марта 1906. године у Боку ушла руска флота њен главнокомандујући је измолио од црногорског Митрополита, једног умног и побожног младог свештеника. Пре него што је ступио на брод, Спиридон је преведен у чин архимандрита. Уследила је његова занимљива животна рута, као руског поданика, поверљивог лица која ће га под старост довести до Молдавије. Јоаким Вујић је дошао у манастир (чији је сопственик био Србин Спиридон) и ту у једној калуђерској келији провео годину и осам месеци, за којих је на миру написао први део - дотадашњег пута, своје познате књиге „Путешествије”.

## Административна подела
Кишињев има посебан статус у административној подели Молдавије – то је општина. Општина Кишињев обухвата: сам град Кишињев, 6 околних градова (Сангера, Дурлешти, Ватра, Кодру, Вадул-луи-Вода, Крикова) и 25 насеља уједињених у 13 општина.
Кишињев је подељен на 5 сектора
- Центар (рум. Centru)
- Чокана (рум. Ciocana)
- Буюкани (рум. Buiucani)
- Ботаника (рум. Botanica)
- Рышкани (рум. Rîșcani)

## Становништво
Према попису 2012. године број становника унутар града је 667 600 становника, а цела општина броји 794 800.

### Јеврејска заједница
Кишињев је био трговачки град па је у њему била врло јака Јеврејска заједница. Пре Другог светског рата град је имао 70 синагога а данас је оперативна само једна.
1913. године 35% популације Кишињева су чинили Јевреји да би данас тај проценат био сведен на само 3%. Два велика антисемитска погрома су се одиграла у овом граду 1903. и 1905. изазивајући масовно исељавање Јевреја у западну Европу.

## Привреда

### Индустрија
Град је главни индустријски центар Молдавије, а нарочито је важан за лаку индустрију и производњу машина, трактора, пумпи, фрижидера и опреме за мерење. У прерађивачкој индустрији битна је производња вина, брашна, прерада дувана, фабрике обуће и одеће.
Велики део укупне производње Молдавије долази из овог града.

### Саобраћај
Градски саобраћај обухвата 24 тролејбуске и 29 аутобуских линија. Такође постоји и доста мини аутобуса који углавном прате аутобуске трасе. Развијен је и железнички саобраћај којим је земља повезана са Русијом, Белорусијом, Румунијом... У граду постоји и један аеродром.

## Култура и образовање
Кишињев је културни центар земље са Академијом наука и 12 државних универзитета и више приватних. Град има Музичку академију, Молдавски државни уметнички музеј као и неколико научно истраживачких установа и лабораторија.

## Влада
Градоначелник Кишињева је члан социјалистичке партије Јон Чебан.

## Партнерски градови
- Гренобл
- Ређо Емилија
- Манхајм
- Сакраменто
- Одеса
- Букурешт
- Кијев
- Јереван
- Минск
- Тел Авив
- Анкара
- Јаши
- Тбилиси
- Алба Јулија
- Черновци
- Вилњус
- Акхисар
- Ашдод
- Патра